# Paralelní redukce
Paralelní redukce je druh výpočetní operace na paralelních počítačích, která soubor n vstupních hodnot redukuje na jedinou výslednou hodnotu. Jedná se o způsob, jakým lze paralelně vypočítat výraz typu
{\displaystyle a_{1}*a_{2}*\cdots *a_{n}}.
Aby byl výpočet takového výrazu paralelizovatelný, musí být operace * asociativní.
Příkladem paralelní redukce je součet pole – zde je operací * sčítání, které asociativní je.
Paralelní redukce n prvků na p-procesorovém počítači má časovou náročnost {\displaystyle O\left({\frac {n}{p}}+\log p\right)}.